# Borstel-Hohenraden
Borstel-Hohenraden là một đô thị tại huyện Pinneberg, trong bang Schleswig-Holstein, nước Đức. Đô thị này có diện tích 14,88 km², dân số thời điểm 31 tháng 12 năm 2006 là 2206 người.